# 田北鎮周
田北鎮周（1543年—1578年），日本戰國時代至安土桃山時代的武將。大友氏家臣。父親是田北親員。
田北氏是豐後國大友氏的庶流，以直入郡田北村為本貫。

## 生平
在天文12年（1543年）出生，幼名是彌十郎。在很早期就仕於本家血脈的大友義鎮（後來的宗麟），受其下賜偏諱而改名為鎮周。武勇優留，在1560年間與毛利氏的戰鬥、永祿11年（1568年）鎮壓立花鑑載的反亂、與小早川隆景率領的毛利軍戰鬥中，立下武功。
天正6年（1578年），在進攻土持親成時亦立下武功。此後，作為大友軍的先鋒，攻至山田有信守備的日向國高城，不過此時的大友軍因為主君宗麟迷上基督教，其他武將亦戰意低下等。為此，為了鼓舞友方，突然向敵軍突撃，因此，大友軍亦隨即出撃，陣形伸展的地方被島津軍突擊而大敗（耳川之戰）。享年36歲。此後，大友氏開始衰落。

## 子孫
繼承人是從吉弘氏迎來的婿養子鎮生（後來改名為統員）（實子鎮述（日差城城主）被認為很早就死去）。在鎮周戰死後的天正8年（1580年），田北氏的惣領紹鐵發起反亂而被討伐後，統員繼承田北氏的家督，後來在豐薩合戰時，與佐伯惟定一同與島津軍戰鬥。此後，主君大友吉統被改易，統員成為浪人並改名為清成作平。寬永9年（1632年），移住至肥後國，並仕於細川忠利，改名為吉弘紹傳。統員的兒子統生的家系以日差村的大庄屋身份存續。

## 外部連結
- 武家家伝＿田北氏 （页面存档备份，存于）